# Германошвајцарци
Германошвајцарци су део швајцарске нације чији је матерњи језик немачки, то јест алемански дијалекти. У Швајцарској чине око 63% становништва. Германошвајцарци су сродни Алзасима, Швабама и Форарлберзима који говоре немачки. По вероисповести су претежно протестанти, али има и мањи број римокатолика и атеиста. Германошвајцарци углавном настањују средишњи део  и мањи део јужне Швајцарске.